# مسجد امام علی (شیراز)
مسجد امام علی مربوط به دوره قاجار است و در شیراز، محله سنگ سیاه، داخل بازارچه حاج زینل واقع شده و این اثر در تاریخ ۹ فروردین ۱۳۷۸ با شمارهٔ ثبت ۲۳۰۳ به‌عنوان یکی از آثار ملی ایران به ثبت رسیده است.